# Osvaldo Lamborghini
Osvaldo Lamborghini (* 12. April 1940 in Necochea in der Provinz Buenos Aires, Argentinien; † 18. November 1985 in Barcelona, Spanien) war ein argentinischer Schriftsteller und Dichter.

## Werke
- El Fiord, Chinatown, 1969
- Sebregondi retrocede, Noé, 1973
- Matinales (aguas del alba), Clarín, 1974
- Neibis (maneras de fumar en el salón literario), Crisis (ein Magazin), 1975
- La Mañana, Escandalar (ein Magazin), 1979
- Sonia (o el final), Feeling (ein Magazin), 1979
- La novia del gendarme, Sitio (ein Magazin), 1985
- Novelas y cuentos, Ediciones del Serbal, 1988
- Palacio de los Aplausos: o el suelo del sentido (in Zusammenarbeit mit Arturo Carrera), Beatriz Viterbo, 2002
- Novelas y cuentos (2 Bände), Sudamericana, 2003
- Poemas, 1969–1985, Sudamericana, 2004
- Tadeys, Sudamericana, 2005